# Bruno von François
Pour les articles homonymes, voir François.
Bruno Hugo Karl Friedrich von François (né le 29 juin 1818 à Magdebourg et mort le 6 août 1870 à Spicheren) est un général de division prussien.

## Biographie

### Origine
Il est le fils du Generalleutnant prussien Karl von François (de) (1785-1855) et de sa femme Betty, née von Vangerow (de) (1799-1844).

### Carrière militaire
François étudie à l'école pédagogique de Halle et aux lycées de Coblence, Cologne et Luxembourg. Le 29 décembre 1834, il s'engage comme mousquetaire dans le 37e régiment de fusiliers de l'armée prussienne, commandé par son père à l'époque. En janvier 1836, il y est  promu sous-lieutenant et, à partir du 1er octobre 1839, il est affecté pour trois ans à l'École générale de guerre pour y poursuivre sa formation. Au cours de sa carrière militaire, François participe en 1864 à la guerre contre le Danemark en 1864. Le 4 janvier 1866, il est nommé à la tête du 58e régiment d'infanterie (pl) et le 3 avril 1866, il est nommé commandant du régiment. En tant que tel, François devient colonel le 8 juin 1866 et combat la même année à Nachod, Skalitz et Schweinschädel contre les Autrichiens. Blessé à la bataille de Sadowa le 3 juillet 1866, il est décoré de l'ordre Pour le Mérite le 20 septembre 1866.
Sous la position à la suite de son régiment, François fut chargé le 14 juillet 1870 du commandement de la 27e brigade d'infanterie et est promu major général le 26 juillet 1870. Cinq jours plus tard, il est nommé commandant de cette brigade, avec laquelle il part en guerre contre la France. En tant que commandant de brigade, François commande le 39e régiment de fusiliers et le 74e régiment d'infanterie (de) lors de la bataille de Forbach-Spicheren. Peu après avoir atteint le plateau des hauteurs de Spicheren après l'assaut la Montagne Rouge, il est touché sous le bras droit levé et s'effondre. Touché par quatre autres balles de tireurs d'élite, il est mort. Ses derniers mots auraient été : « C'est une belle mort sur le champ de bataille ; J'aime mourir parce que je vois la bataille avancer.
Son lieu de décès, clôturé et doté d'une pierre commémorative, se trouve à proximité immédiate du mémorial du 74e régiment d'infanterie. Sa tombe se trouve au cimetière d'honneur du Jardin franco-allemand de Sarrebruck.
L'inscription grave se lit comme suit : "Il a été touché par cinq balles ennemies lors de l'avancée victorieuse lors de la prise d'assaut des hauteurs de Spicheren le 6 août 1870. Les chevaux sont préparés pour le jour de la bataille, mais la victoire vient de l'Éternel. Proverbes Salm. 21.31" 

### Famille
Le 13 août 1847, il épouse à Luxembourg Marie Amalie Helene von Wentzel (1829-1909), originaire de Coblence et fille du Generalleutnant Wilhelm von Wentzel (de). Le mariage produit six enfants:
- Karl Wilhelm Bruno (1848–1850)
- Alfred-Karl Bruno (né le 2 décembre 1849 et mort le 22 juin 1911), général de division marié en 1892 avec Elisabeth Luise Erdmuthe Émilie von Petery (née le 20 octobre 1863)
- Olga Maria Friederike (1851–1879)
- Curt (1852-1931), officier de la troupe de protection du Sud-Ouest africain allemand dans la colonie du Sud-Ouest africain allemand et fondateur de Windhoek, marié avec Amalia Gereses, 1896-1911, puis avec Margarethe Meyer zu Bohmte (née le 17 juillet 1880)
- Hermann (1856-1933), général d'infanterie prussien marié avec Elisabeth Emma Olga von Besser (née le 30. mars 1859)
- Hugo (de) (1861–1904), officier des troupes de protection pour le Sud-Ouest africain allemand, marié avec Else Goedecke

## Commémoration

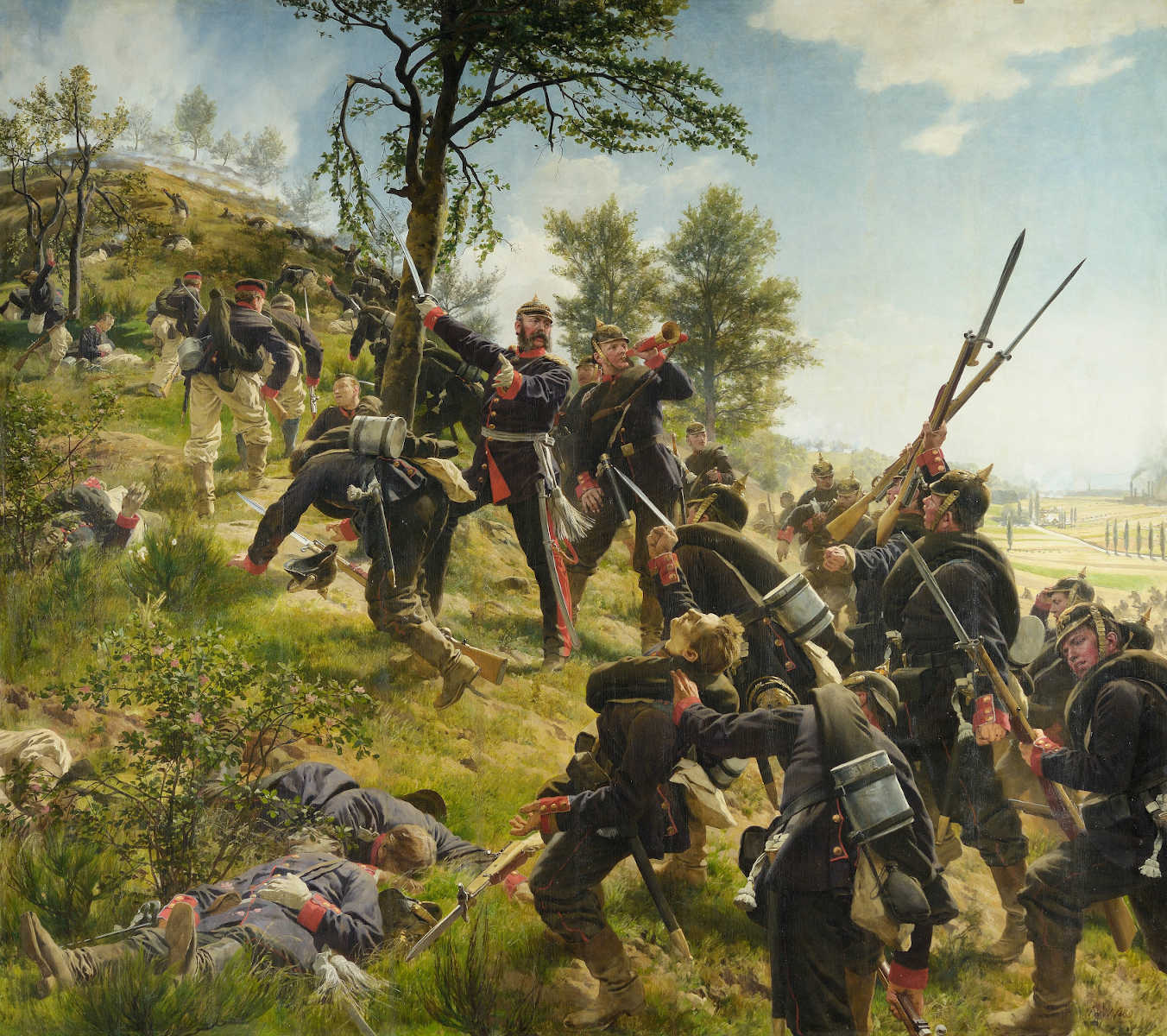
Anton von Werner, "Assaut sur les hauteurs de Spicheren"

Dans les représentations de la guerre franco-prussienne, l'action du général von François à la bataille de Forbach-Spicheren est très souvent dépeinte comme un acte héroïque, au-delà de son importance stratégique, et sa mort comme une mort héroïque. Un grand tableau d'Anton von Werner de 1880 montre von François debout à côté d'un trompettiste pendant la bataille de Forbach-Spicheren, encourageant ses soldats à prendre d'assaut la Montagne Rouge. Le tableau fait partie du "cycle de la mairie de Sarrebruck (de)", qui comprend deux autres tableaux de Werner avec des scènes de la zone entourant la bataille et quatre portraits de personnes et est donné à la ville de Sarrebruck par le royaume de Prusse. Les peintures sont situées dans une extension spécialement construite, semblable à une salle, de l'ancien hôtel de ville, aujourd'hui l'ancien hôtel de ville (de), sur la place de château de Sarrebruck. L'extension, qui sert de salle de réunion et de banquet, est détruit lors du bombardement intensif de Sarrebruck du 5 octobre 1944. Cependant, les images peuvent être sauvegardées et sont ensuite stockées à la mairie de Saint-Jean (de). Les peintures sont désormais en possession du Musée historique de la Sarre (de), où elles sont exposées depuis 2021.
En 1895, pour commémorer le 25e anniversaire de la bataille, le sculpteur Wilhelm Schneider modèle deux statues grandeur nature d'après le détail du tableau montrant von François et le trompettiste. Le groupe figuratif "Von François avec trompettiste" est érigé comme modèle provisoire en plâtre devant la direction de la mine (de) à Saint-Jean, puis emmène au jardin public de Saint-Jean, où il est reste pendant de nombreuses années et, exposé aux intempéries, délabré au fil du temps. À une heure inconnue, les restes sont enlevés. L'exécution d'un monument similaire en bronze coulé galvanisé échoue en raison de la question des coûts et de la question d'une éventuelle contribution de la ville de Saint-Jean au financement du projet.
Le chemin commémoratif vers les monuments commémoratifs sur les hauteurs de Spicheren porte le nom de Bruno von François.

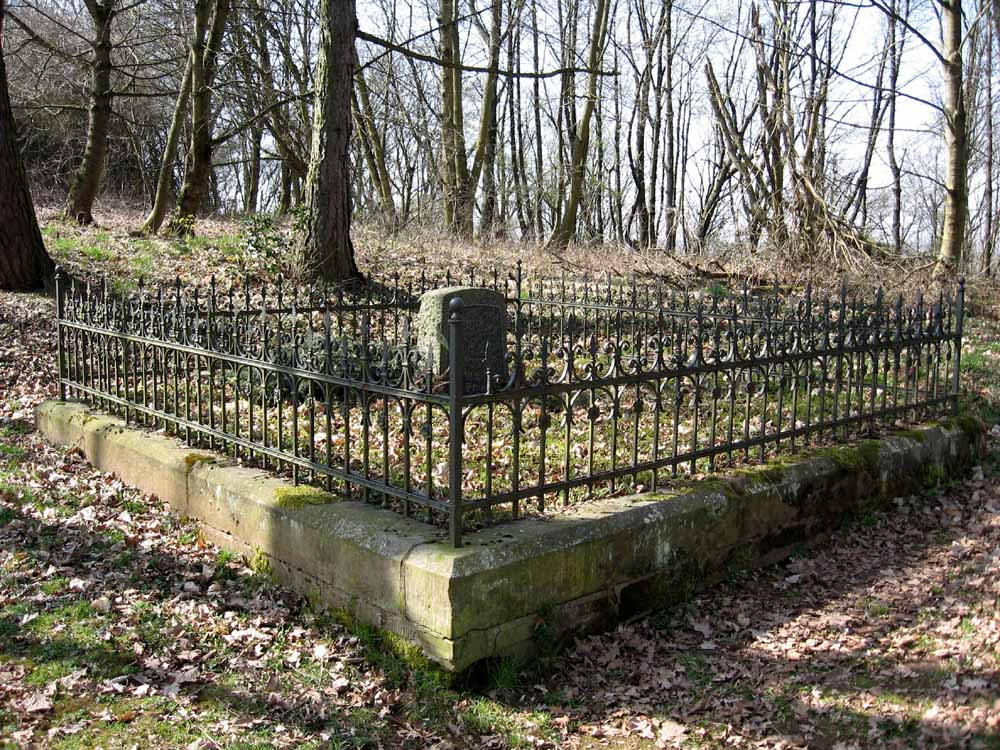
Lieu de décès sur la Montagne Rouge de Spicheren
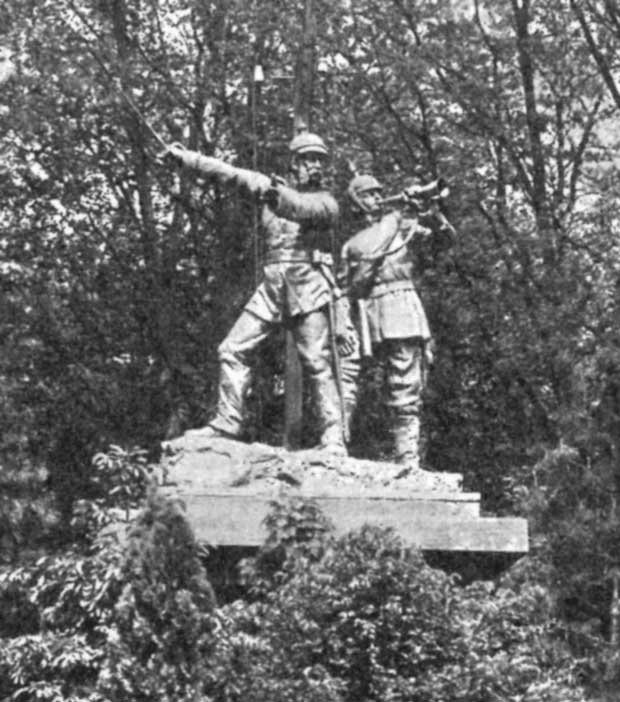
Groupe de figurines "Von François avec trompettiste"
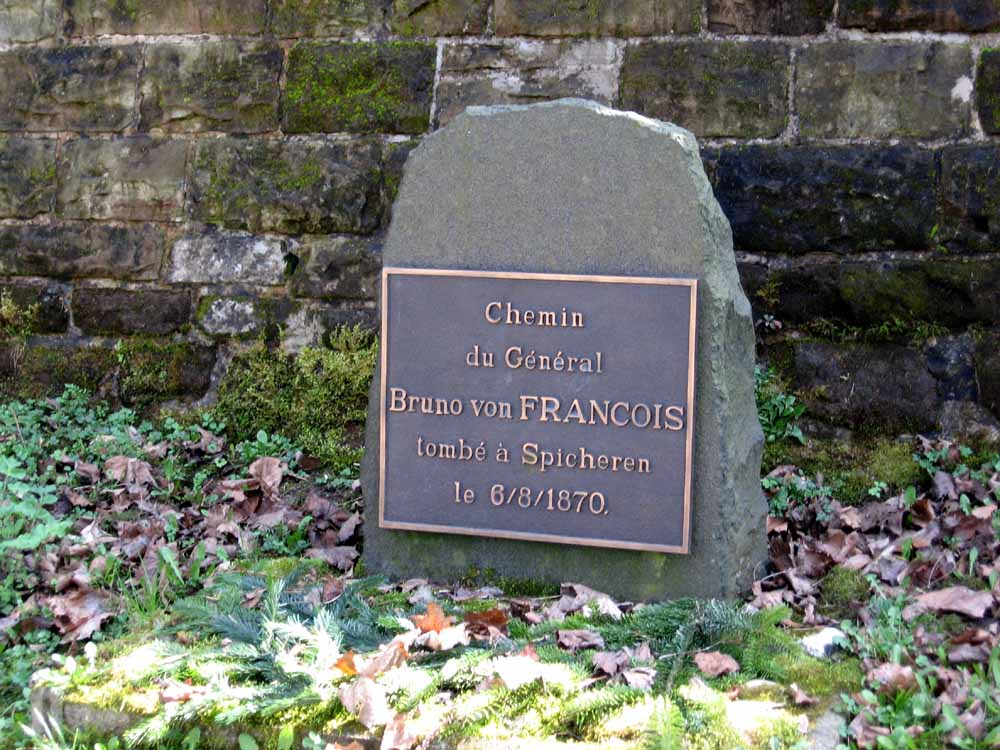
Panneau d'information pour le sentier commémoratif sur le Spicherer Höhen
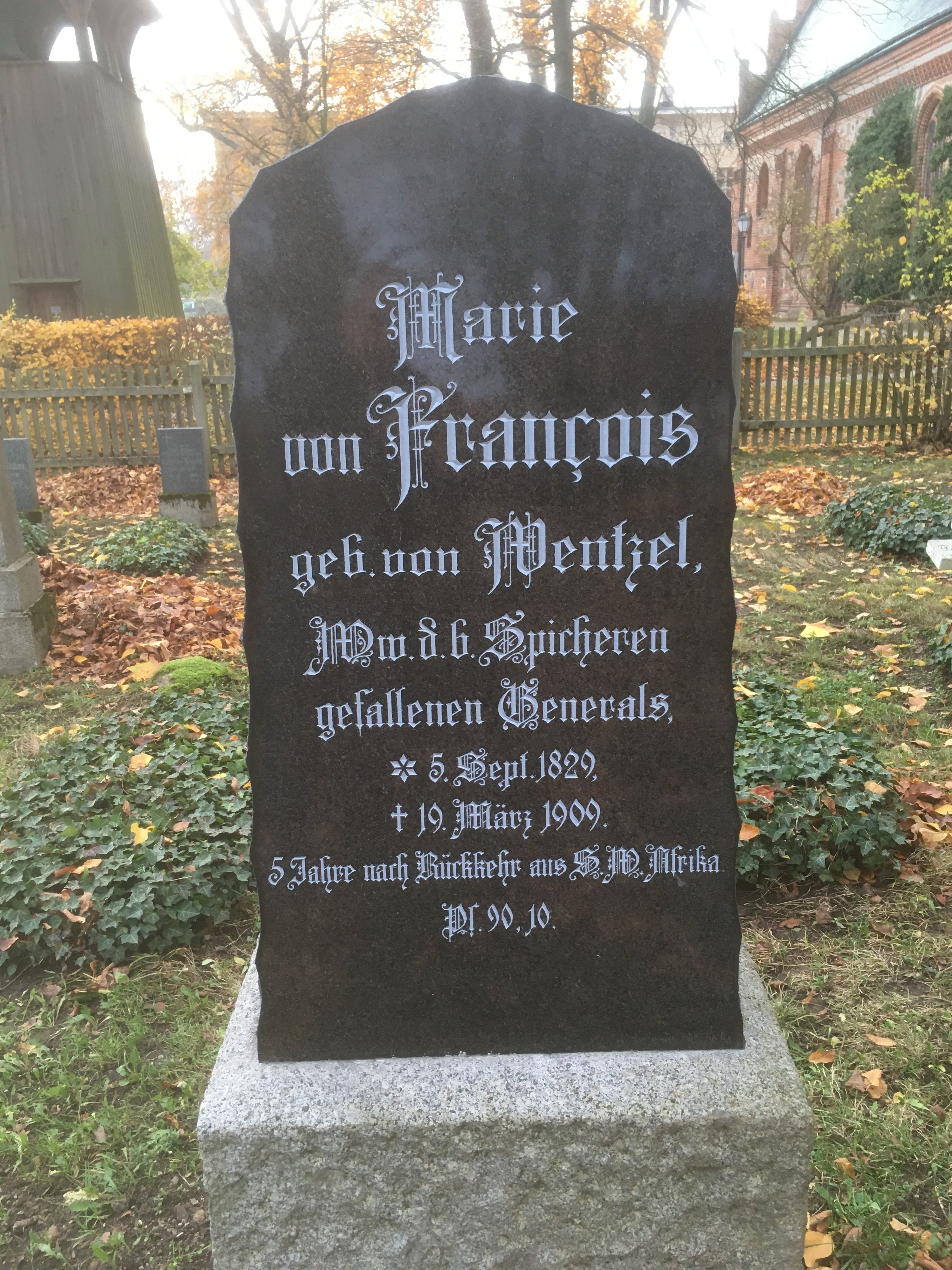
Tombe de son épouse Marie Amalie Helene von François née von Wentzel au cimetière de l'abbaye d'Heiligengrabe